# 루저우시
루저우시(노주시, 중국어 간체자: 泸州, 정체자: 瀘州, 병음: Lúzhōu)는 중화인민공화국 쓰촨성의 지급시이다.

## 지리
루저우는 쓰촨성 동남부에 위치하고 북쪽은 충칭, 남부는 구이저우성, 남서부는 윈난성, 서부는 쯔궁시, 이빈시와 접한다. 동경 105°08'41"E ~ 106°28'E , 북위 27°39' N ~ 29°20'N에 위치한다. 면적은 12,246.87km2이고 동서 길이는 121.64km, 남북 길이는 181.84km이다. 쓰촨 성의 성도 청두로부터 267km 떨어져 있다.
쓰촨 분지의 남쪽 주변 지역이자 윈구이고원을 연결하는 위치이기 때문에 루저우의 지세는 북부는 평지와 강으로 이루어져있고 남부는 산과 고원으로 이루어져 있다. 북부는 농업과 어업이 번성하고 남부는 산림과 광물 자원이 풍부하다. 가장 낮은 곳은 장강변에 위치한 허장현의 주청옌으로 높이는 203m이고 가장 높은 곳은 쉬융현의 량쯔산으로 높이는 1,902m이다. 또한 루저우는 창강이 동서로 통과하고 총 통과 길이는 133km에 달한다. 그 밖에도 퉈강, 융링강, 츠수이강, 라이시강 등 많은 강들이 있다.

### 기후
루저우는 대체적으로 온난 습윤 기후로 사계절이 뚜렷하고 상대적으로 기온이 높으며 일조량과 강수량이 풍부하고 무상기일이 길어 농업의 발전에 유리한 환경을 제공한다. 연평균 기온은 대략 17.1 °C~18.5 °C이고 7월 평균기온은 27.5 °C, 1월 평균기온은 7 °C이고 일교차는 약 6 °C 정도이다. 이곳에서 눈은 드물다. 연평균 강수량은 748.4 mm~1184.2 mm이고 봄과 겨울에는 강수량이 적은 반면에 여름과 가을에는 많다. 5월부터 9월까지의 강수량이 전체의 79.2%를 차지한다. 연일조시간은 1200~1400시간이고 무상기일은 300~358일로 상대적으로 길다.
| 루저우시 나시구의 기후                                        | 루저우시 나시구의 기후 | 루저우시 나시구의 기후 | 루저우시 나시구의 기후 | 루저우시 나시구의 기후 | 루저우시 나시구의 기후 | 루저우시 나시구의 기후 | 루저우시 나시구의 기후 | 루저우시 나시구의 기후 | 루저우시 나시구의 기후 | 루저우시 나시구의 기후 | 루저우시 나시구의 기후 | 루저우시 나시구의 기후 | 루저우시 나시구의 기후 |
| 월                                                            | 1월                    | 2월                    | 3월                    | 4월                    | 5월                    | 6월                    | 7월                    | 8월                    | 9월                    | 10월                   | 11월                   | 12월                   | 연간                   |
| ------------------------------------------------------------- | ---------------------- | ---------------------- | ---------------------- | ---------------------- | ---------------------- | ---------------------- | ---------------------- | ---------------------- | ---------------------- | ---------------------- | ---------------------- | ---------------------- | ---------------------- |
| 역대 최고 기온 °C (°F)                                        | 17.2 (63.0)            | 23.2 (73.8)            | 32.5 (90.5)            | 35.1 (95.2)            | 37.5 (99.5)            | 37.6 (99.7)            | 38.1 (100.6)           | 39.7 (103.5)           | 39.8 (103.6)           | 31.5 (88.7)            | 26.9 (80.4)            | 18.8 (65.8)            | 39.8 (103.6)           |
| 일평균 최고 기온 °C (°F)                                      | 9.9 (49.8)             | 13.0 (55.4)            | 18.0 (64.4)            | 23.5 (74.3)            | 26.7 (80.1)            | 28.5 (83.3)            | 31.9 (89.4)            | 32.1 (89.8)            | 27.0 (80.6)            | 21.0 (69.8)            | 16.7 (62.1)            | 11.1 (52.0)            | 21.6 (70.9)            |
| 일일 평균 기온 °C (°F)                                        | 7.5 (45.5)             | 9.9 (49.8)             | 14.0 (57.2)            | 18.8 (65.8)            | 22.0 (71.6)            | 24.2 (75.6)            | 27.0 (80.6)            | 27.0 (80.6)            | 22.9 (73.2)            | 18.0 (64.4)            | 13.8 (56.8)            | 8.8 (47.8)             | 17.8 (64.1)            |
| 일평균 최저 기온 °C (°F)                                      | 5.7 (42.3)             | 7.7 (45.9)             | 11.1 (52.0)            | 15.3 (59.5)            | 18.5 (65.3)            | 21.2 (70.2)            | 23.5 (74.3)            | 23.3 (73.9)            | 20.2 (68.4)            | 16.0 (60.8)            | 11.7 (53.1)            | 7.2 (45.0)             | 15.1 (59.2)            |
| 역대 최저 기온 °C (°F)                                        | −1.1 (30.0)            | −0.7 (30.7)            | 1.8 (35.2)             | 5.8 (42.4)             | 10.5 (50.9)            | 15.3 (59.5)            | 17.6 (63.7)            | 17.6 (63.7)            | 14.1 (57.4)            | 6.3 (43.3)             | 2.6 (36.7)             | −1.9 (28.6)            | −1.9 (28.6)            |
| 평균 강수량 mm (인치)                                         | 32.2 (1.27)            | 26.8 (1.06)            | 50.1 (1.97)            | 85.2 (3.35)            | 122.1 (4.81)           | 193.0 (7.60)           | 166.2 (6.54)           | 156.9 (6.18)           | 132.9 (5.23)           | 93.5 (3.68)            | 45.8 (1.80)            | 32.2 (1.27)            | 1,136.9 (44.76)        |
| 평균 강수일수 (≥ 0.1 mm)                                      | 13.5                   | 11.2                   | 12.9                   | 14.0                   | 15.8                   | 17.5                   | 13.4                   | 11.9                   | 14.9                   | 18.2                   | 13.2                   | 13.4                   | 169.9                  |
| 평균 강설일수                                                 | 0.3                    | 0.1                    | 0                      | 0                      | 0                      | 0                      | 0                      | 0                      | 0                      | 0                      | 0                      | 0.2                    | 0.6                    |
| 평균 상대 습도 (%)                                            | 87                     | 83                     | 79                     | 78                     | 79                     | 85                     | 81                     | 79                     | 84                     | 89                     | 87                     | 88                     | 83                     |
| 평균 월간 일조시간                                            | 32.3                   | 52.7                   | 94.4                   | 123.7                  | 127.3                  | 110.5                  | 184.6                  | 186.1                  | 103.4                  | 52.3                   | 50.6                   | 29.6                   | 1,147.5                |
| 가능 일조율                                                   | 10                     | 17                     | 25                     | 32                     | 30                     | 26                     | 43                     | 46                     | 28                     | 15                     | 16                     | 9                      | 25                     |
| 출처: 중국기상국 (평년값: 1991년~2020년, 극값: 1971년~2000년) |                        |                        |                        |                        |                        |                        |                        |                        |                        |                        |                        |                        |                        |

## 역사
루저우는 잘 알려진 국가역사문화명성으로 2000년이 넘는 역사를 자랑한다. 7000년 전부터 현재의 루저우 지역에 사람이 살았다. 상나라와 주나라 때인 BC11세기에 파나라의 부속지가 되었다. BC316년 이후 진나라는 촉나라와 파나라를 정복한 후 루저우의 대부분 지역을 포함하는 파군을 설치했다. 이 기간에 중원으로부터 이주민들이 와서 경제와 문화적 측면의 커다란 진보가 있었다. 한나라 때 장양 현이 현재의 퉈강과 장강이 합류하는 장양구에 설치되었다. 후한 때와 오나라 때 남서부의 개발을 위해 현은 확장되었다. 결과적으로 루저우는 가장 중요한 국경의 현이 되었고 퉈강과 쓰촨성 서부의 국경의 관문으로써 소금정제업과 농업으로 크게 번영하였다. 송나라 때는 루저우 역사에 걸쳐 화려한 시기로 비옥한 토양과 함께 부유하고 인구가 많으며 농업과 상업이 번성하였다. 루저우는 남촉의 천연 곡창지대로 알려졌다. 게다가 포도주 제조업과 소금 정제업이 더욱 확장되었다. 한족과 소수민족의 교역과 상업이 이루어지는 장소로 인기있었고 지역 정부에 의해 요새화되어 보호되었다. 원나라 때에도 루저우는 포도주 제조와 소금 정제, 차 생산의 중요한 장소로 남아있었다. 많은 수의 목조선들이 운송업을 활발하게 했고 외부 지역과의 상품 교환을 촉진시켰다. 청나라 때에는 다른 지역에서의 이주민들이 흘러들어와 경제와 문화의 급격한 성장을 가져왔다. 루저우는 쓰촨성, 구이저우성, 윈난성이 만나는 정치, 경제, 군사 중심지 역할을 했다. 1949년에 루저우 전구가 설치되었고 1960년에 쓰촨성 정부가 관할의 이빈시에 속하는 시가 되었다. 개혁개방정책 하에 종합적인 개혁으로 루저우는 점차 시장 경제로 나아가고 있다. 오늘날 루저우는 화학, 기계, 포도주 제조의 국가적 기반으로 여겨진다.

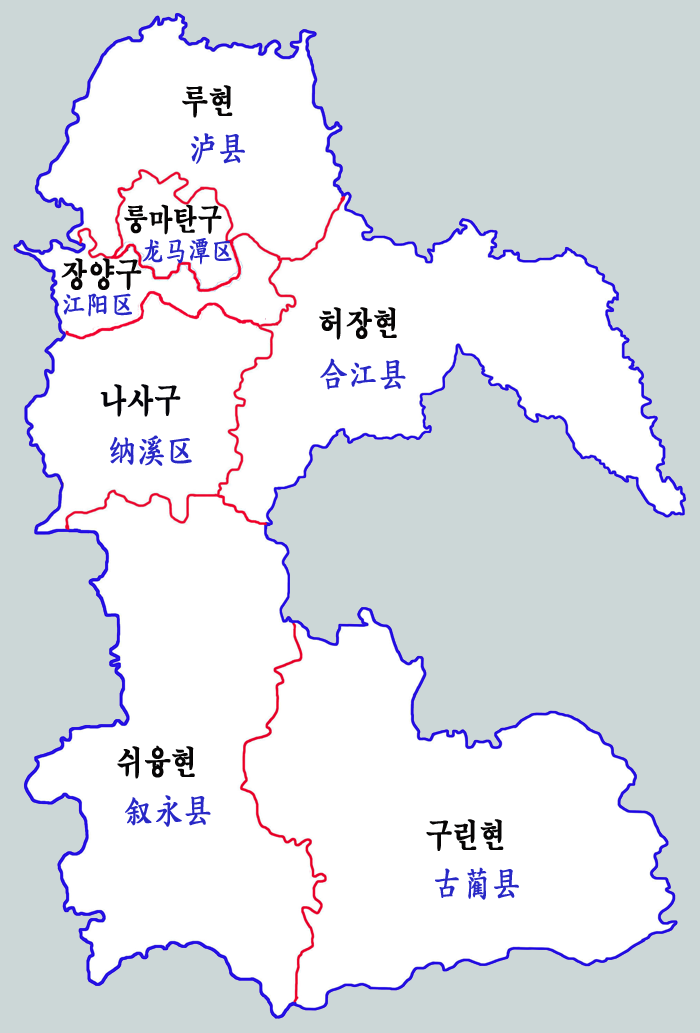
루저우시 현급 행정구역도

## 행정 구역
3개의 시할구, 4개의 현으로 구성되어 있다.
시할구
- 장양구(江阳区)
- 룽마탄구(龙马潭区)
- 나시구(纳溪区)

현
- 루현(泸县)
- 허장현(合江县)
- 쉬융현(叙永县)
- 구린현(古蔺县)

## 경제
루이저우는 쓰촨성, 구이저우성, 윈난성 접경의 경제 활동의 중심지이다. 식품, 술, 화학제품 생산과 더불어 건설 장비 제조는 지역 경제의 가장 중요한 산업이다. 2006년 총 GDP는 331억 1000만 위안에 달하고 1인당 GDP는 7819위안(1145달러)였다.

## 인구
루저우의 인구는 480만명이고, 소수 민족 인구는 7.22만명이다. 소수 민족은 루저우 인구의 1．6%를 차지한다. 주요 소수 민족은 먀오족, 이족, 후이족이다. 루저우는 불교, 천주교, 개신교, 이슬람교, 도교 등 5개의 종교가 있다.

## 교통
루저우는 장강 상류의 쓰촨성의 가장 큰 하항으로 컨테이너선이 선적과 하역을 하는 곳이다. 청두와 충칭을 연결하는 고속도로가 1990년대에 완공되었다. 철도와 항공이 중국의 다른 도시들과 연결되어있다.